# Grotte du Cuzoul
Die Grotte du Cuzoul (auch Grotte du Cuzoul des Brasconnies oder Grotte de Bar) ist eine prähistorische Höhle nordöstlich von Blars im Département Lot in Frankreich. Die Höhle kann nicht besichtigt werden.
Die kurz zuvor entdeckte Höhle wurde 1831 durch Jacques-Antoine Delpon (1788–1833) erwähnt, 1890 von Édouard-Alfred Martel (1859–1938) erforscht und 1923 von Armand Viré erneut durchsucht. Später fand man zwei kleine Keramikfragmente mit prähistorischen und proto-historischen Inschriften.
Im Jahr 1963 entdeckten Mitglieder des Speleo-Clubs von Saint-Cere Spuren von Wandmalereien. Dies ließ die Entdecker zuerst skeptisch zurück, weil die Höhle bereits mehrmals durchsucht worden war. Aber sie waren davon überzeugt, dass die Bilder alt waren. Die Nähe der Höhle von Pech Merle stellt Cuzoul des Brasconnies auf eine Stufe mit den Höhlen im Tal des Célé.

Grotte du Cuzoul
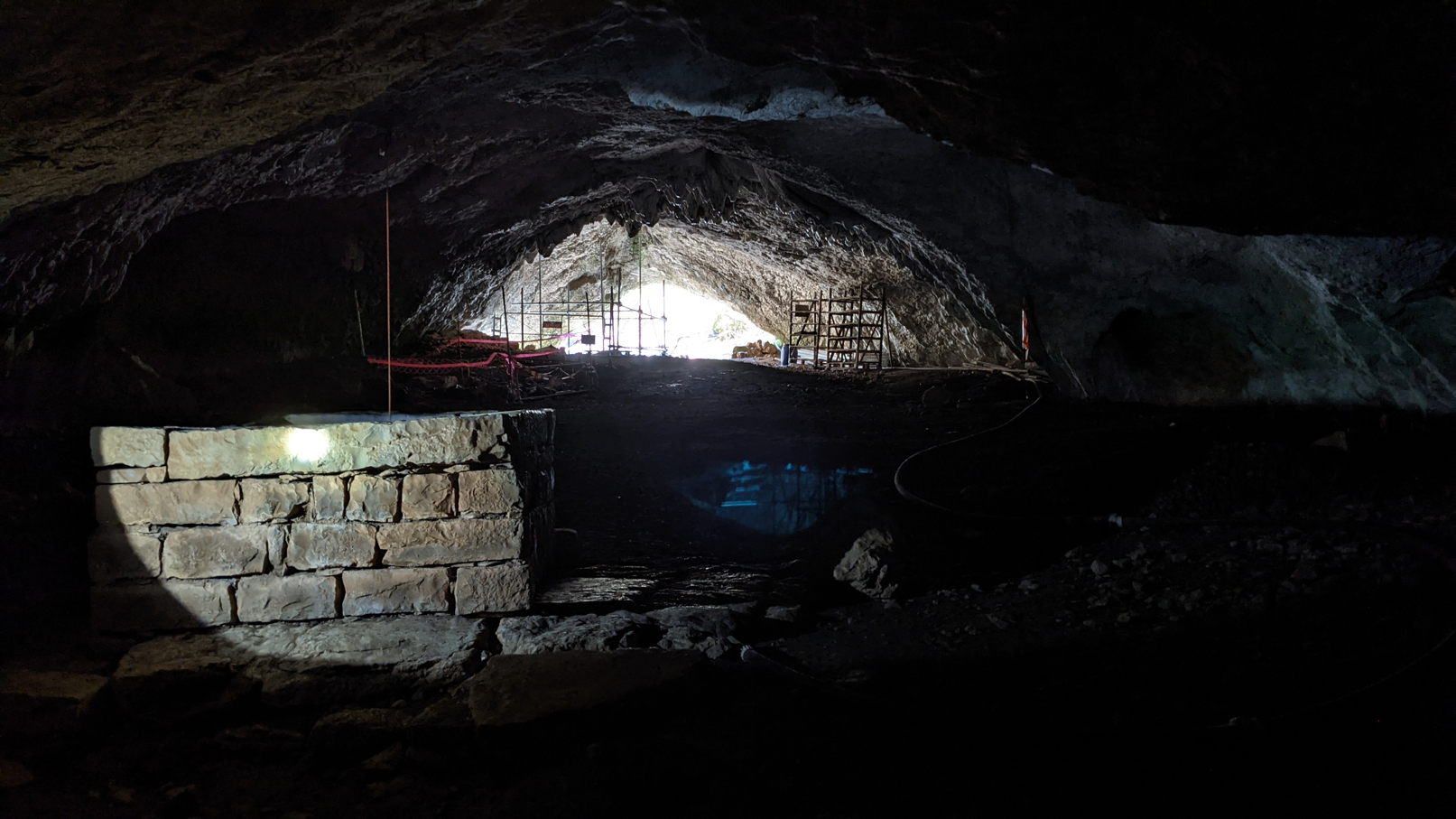
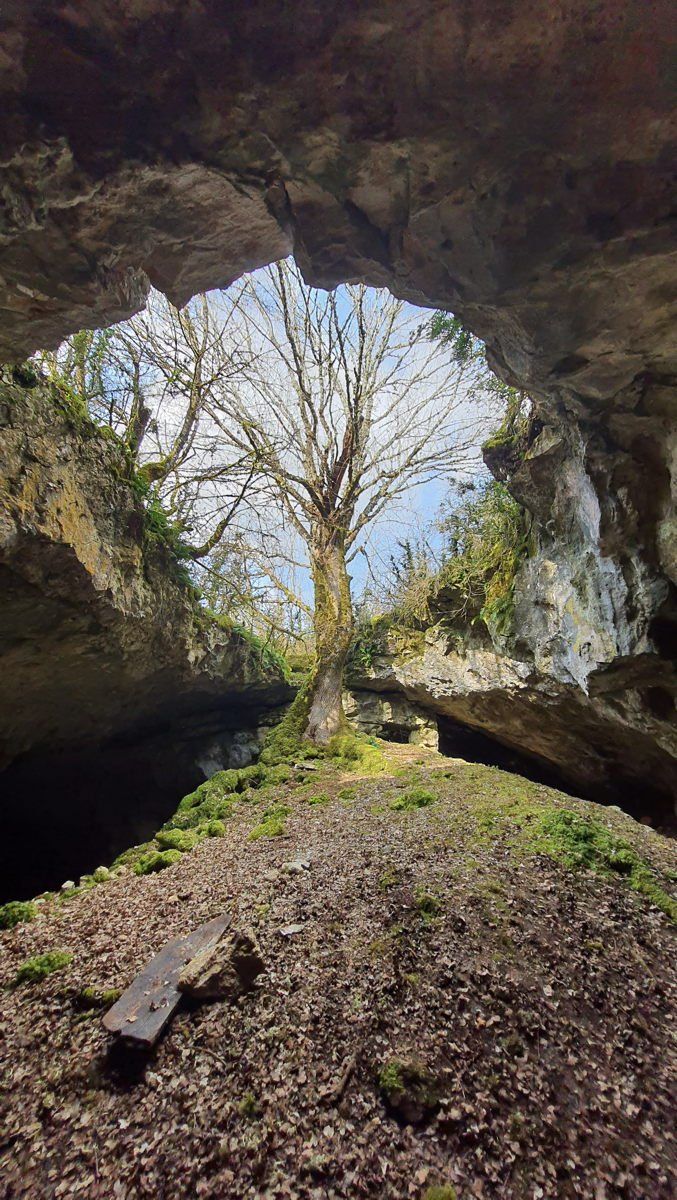
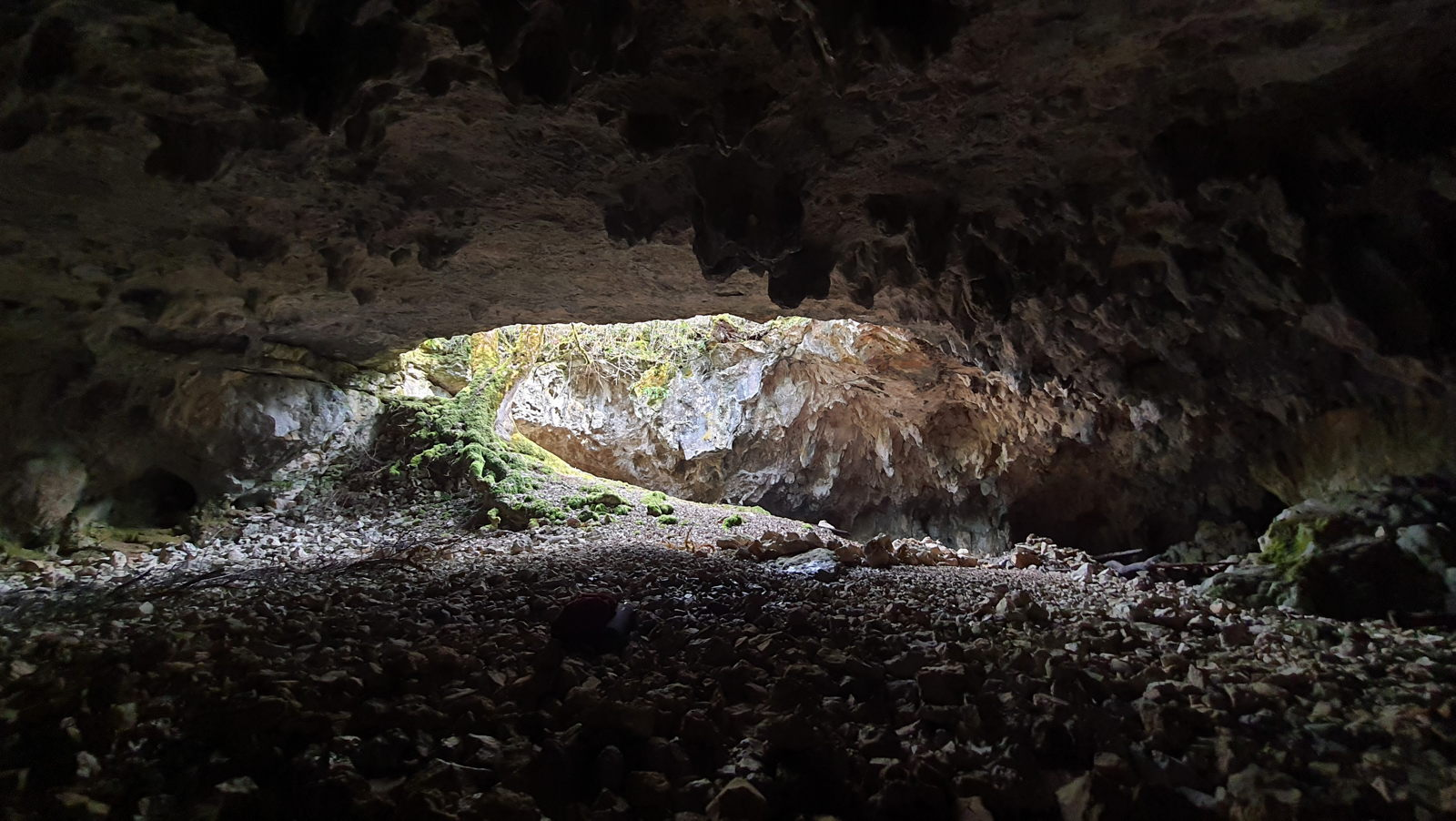

Die Höhle liegt in einer Höhe von etwa 300 m, am äußersten Rand eines Plateaus mit Blick auf ein kleines Trockental. Sie beginnt mit einem etwa 30 Meter langen und etwa 15 Meter tiefen Erosionstrichter. Dahinter führt ein Gang zu einer Art Vorraum, der durch einen sehr niedrigen Gang mit einem großen Raum verbunden ist, den Armand Viré 1897 Georginasaal nannte. Von diesem Saal führt ein vertikaler Gang in einen unteren Raum, der Rupinsaal genannt wurde.
Der Vorraum und der Georginasaal wurden von den Galliern genutzt. Man fand den Boden voller Tonscherben und eine Sperrmauer aus Trockenmauerwerk. Die bei der Ausgrabung von 1923 gefundenen Überreste wurden in die Hallstattzeit, zwischen 900 und 500 v. Chr., datiert.
Die 1963 entdeckten Höhlenmalereien stammen laut Michel Lorblanchet aus der Jungsteinzeit, während Abbé Glory sie ins Metallzeitalter, wahrscheinlich hallstattzeitlich, klassifizierte.
Die Höhle wurde 1994 als Monument historique eingetragen.
In der Nähe liegen die Dolmen du Cuzoul und der Dolmen du Rat.